# Wyższa Szkoła Informatyki i Zarządzania w Przemyślu
Wyższa Szkoła Informatyki i Zarządzania w Przemyślu – niepaństwowa uczelnia w Przemyślu, jest wpisana do rejestru uczelni wyższych niepaństwowych pod Nr. (258 wsz) Ministerstwa Edukacji Narodowej i Sportu.

## Wydziały i kształcenie
WSIiZ kształci studentów na kierunku:
- Informatyka

specjalność:
- informatyka stosowana
- grafika komputerowa i technologie multimedialne

Decyzją Ministra Nauki i Szkolnictwa Wyższego z dnia 8 kwietnia 2008 r. zawieszono uprawnienia uczelni do prowadzenia kształcenia w zakresie informatyki
Decyzją z sierpnia 2009 Minister Nauki i Szkolnictwa Wyższego przywrócił uprawnienia do prowadzenia kierunku INFORMATYKI.
Aktualnie Uczelnia posiada uprawnienia do prowadzenia 3 kierunków.
Jednym z rektorów uczelni był dr hab. inż. Marek Gosztyła.